# Alberto Pasini

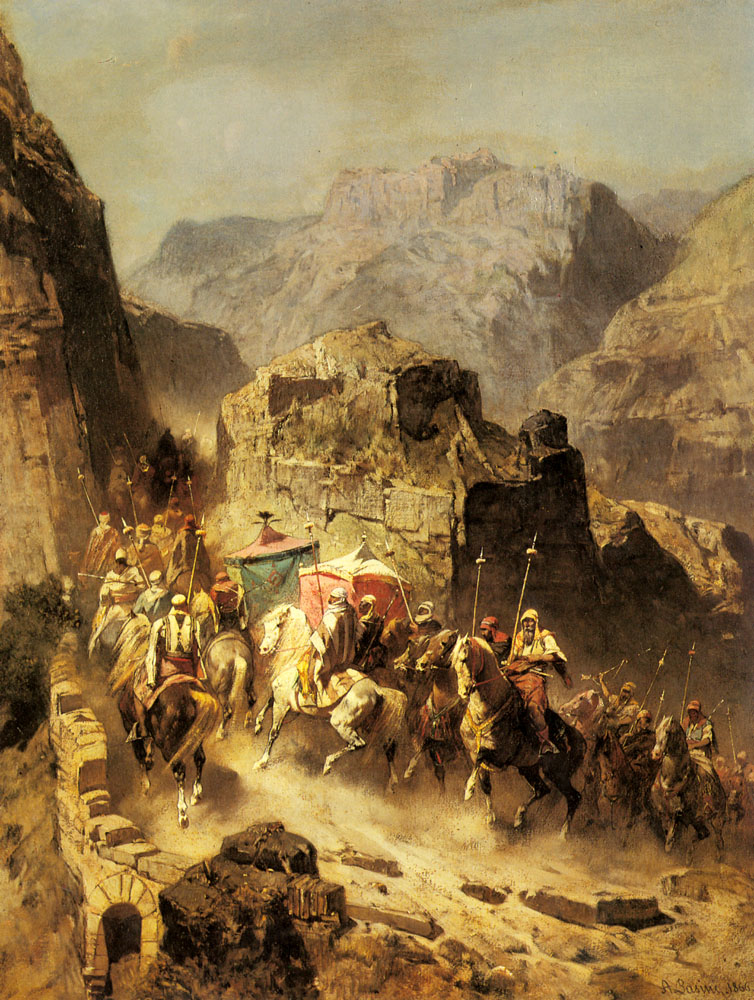
Arabska karawana – 1866

Alberto Pasini (ur. 3 września 1826 w Busseto, zm. 15 grudnia 1899 w Cavoretto pod Turynem) – włoski malarz orientalista.
Od 17. roku życia studiował malarstwo w Accademia di Belle Arti w Parmie, początkowo w sekcji pejzażu, a od 1848 w sekcji rysunku. Pod wpływem Paolo Toschi w 1851 r. podjął dalsze studia w Paryżu. Tam zaprzyjaźnił się z malarzem Théodore Chassériau, którego zastąpił w udziale we francuskiej misji do Persji. Był oficjalnym artystą dyplomaty Prospera Bourée. Po 10-miesięcznym pobycie w Teheranie, powrócił do Europy przez północny Iran i Armenię.
Pod wpływem tej podróży Passini całkowicie poświęcił się tematyce orientalnej, zdobywając uznanie jako doskonały kolorysta, perfekcyjnie operujący światłem. W latach 1859 i 1867 ponownie odbył długie podróże na Bliski Wschód i do Konstantynopola. Odwiedzał również Hiszpanię i Wenecję. Namalował kilka obrazów dla sułtana tureckiego Abdülaziz`a. Mieszkał w Cavoretto pod Turynem, od 1860 r. był żonaty z Marianną Celli. Regularnie wystawiał w Salonie Paryskim. Jego obrazy cieszą się nadal popularnością.